# 圣欧斯托焦圣殿

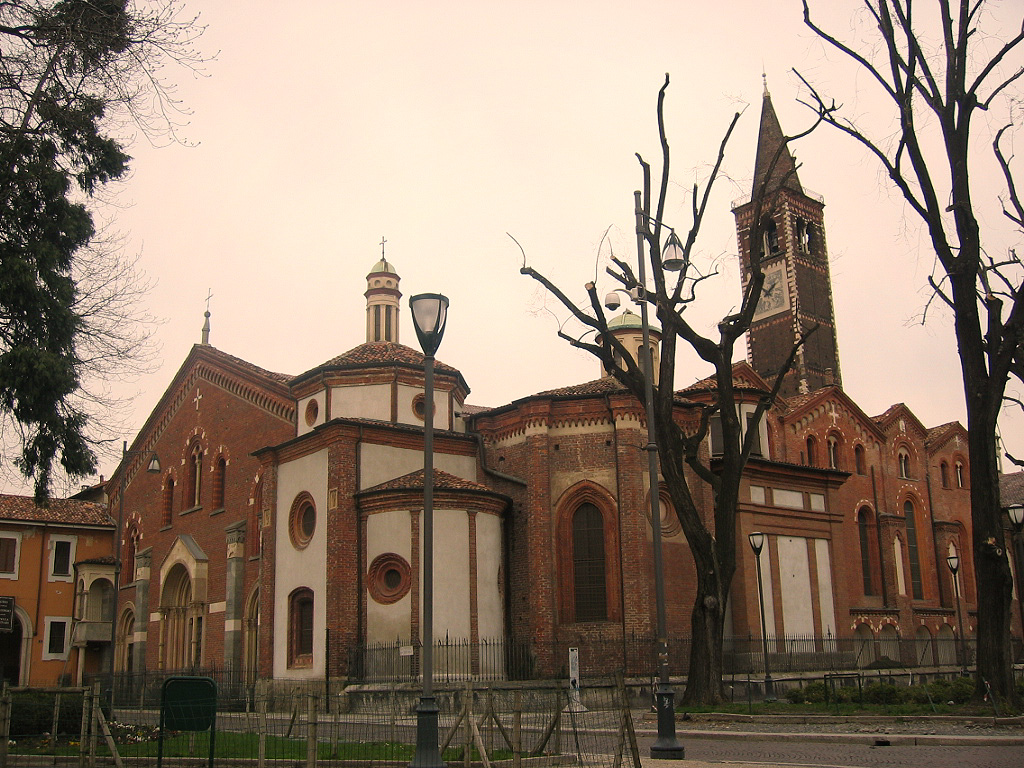
圣欧斯托焦圣殿右侧

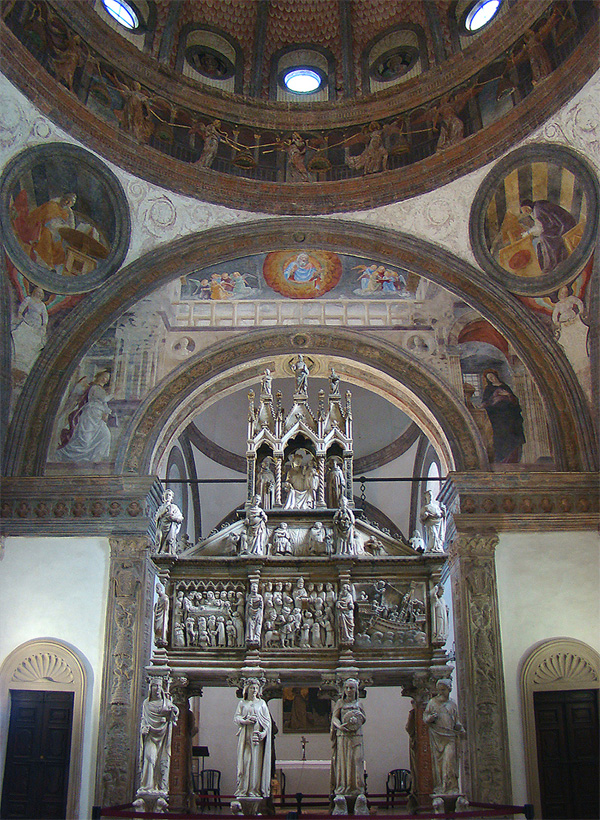
波尔蒂纳里小堂和维罗纳的圣伯铎墓

圣欧斯托焦圣殿（Basilica di Sant'Eustorgio）是意大利北部米兰的一座天主教教堂。这是前往罗马或圣地旅程中的一个重要朝圣中心，因为它是東方三賢士墓的所在地。
这座教堂大约创建于4世纪，得名于米兰主教欧斯托焦，他在344年将他认定的東方三賢士的聖髑从君士坦丁堡带回米兰。1764年，在移动一根古代的柱子时，发现了一个基督教墓地，有君士坦丁大帝之子康斯坦斯的硬币。
这座教堂后来重建为罗曼式建筑。在12世纪，米兰遭到腓特烈一世的洗劫，東方三賢士的聖髑被带到科隆。直到1903年至1904年，聖髑才被送回这座教堂。现在它们在東方三賢士空石棺旁的東方三賢士祭台。直到今天，为纪念東方三賢士，钟楼顶上是一颗星，而不是传统的十字架。 
自从13世纪，这座教堂是米兰道明会的总堂，该会重建了这座教堂。
目前的立面系19世纪重建。内部有一个中央走道和两个走道，顶部是弧棱拱顶。这座罗曼式教堂只有部分半圆形后殿仍然存在，而原来的初期基督教建筑遗迹，就在后殿下面出土。
在中央走道右侧，是14世纪以来该市重要家族修建的小堂。进门后的第一个小堂建于15世纪，有文艺复兴的坟墓和Ambrogio Bergognone的三联画。另外三个小堂更为古老，有乔托学派的壁画和维斯康蒂家族成员墓地。正祭台有15世纪初的大理石三联画屏，与之类似的画屏在右侧的耳堂，東方三賢士石棺旁。同样值得注意的是一位13世纪威尼斯艺术家的受难图，以及16世纪后期安布鲁吉奥·菲吉诺的《聖盎博羅削击败亚略》。
在后殿的后面，是教堂的最突出的特色，波尔蒂纳里小堂（1462年至1468年），是伦巴第的文艺复兴艺术最有名的例证之一。有文森佐·福帕的壁画，以及乔凡尼·皮萨诺的学生Giovanni di Balduccio描绘的14世纪大理石坟墓。

## 其他墓地
- 维罗纳的圣伯铎